# Highlands (British Columbia)
Highlands ist eine Gebietsgemeinde („District Municipality“) am südlichen Ende von Vancouver Island in der kanadischen Provinz British Columbia. Sie liegt auf der Saanich-Halbinsel, gehört zum Capital Regional District und ist Teil der Metropolregion Greater Victoria.
Da die Gemeinde nur dünn besiedelt ist, wird sie stark durch Wälder, Bäche und Seen bestimmt. Rund ein Drittel der Fläche der Gemeinde gehört zu einem der zahlreichen Provincial, Regional oder Municipal Parks.

## Lage
Die Gemeinde grenzt nach Westen an den Finlayson Arm. Von Norden über Osten nach Süden ist sie von den Gemeinden Central Saanich, Saanich, View Royal sowie Langford umgeben.
Im nördlichen Bereich der Gemeinde liegt der Gowlland Tod Provincial Park und im Süden grenzt sie an den Goldstream Provincial Park.

## Geschichte
Das Gebiet, in dem das Dorf liegt, ist traditionelles Siedlungs- und Jagdgebiet der First Nations, hier der Saanich. Die älteste Besiedlung durch europäische Siedler geht zurück bis ins Jahr 1878 als hier Caleb Pike eine Farm gründete und 1883 das heute noch stehende Haus erbaute.
Die Zuerkennung der kommunalen Selbstverwaltung für die Gemeinde erfolgte am 20. Dezember 1993  (incorporated als Municipal District).

## Demographie
Der Zensus im Jahr 2016 ergab für die Gemeinde eine Bevölkerungszahl von 2225 Einwohnern, nachdem der Zensus im Jahr 2011 für die Gemeinde noch eine Bevölkerungszahl von 2120 Einwohnern ergab. Die Bevölkerung hat dabei im Vergleich zum letzten Zensus im Jahr 2011 um 5,0 % zugenommen und liegt damit dicht am Provinzdurchschnitt, mit einer Bevölkerungszunahme in British Columbia um 5,6 %. Im Zensuszeitraum 2006 bis 2011 hatte die Einwohnerzahl in der Gemeinde deutlich stärker als die Entwicklung in der Provinz um 11,4 % zugenommen, während sie im Provinzdurchschnitt um 7,0 % zunahm.
Für den Zensus 2016 wurde für die Gemeinde ein Medianalter von 45,6 Jahren ermittelt. Das Medianalter der Provinz lag 2016 bei nur 43,0 Jahren. Das Durchschnittsalter lag bei 42,3 Jahren, bzw. ebenfalls bei 42,3 Jahren in der Provinz. Zum Zensus 2011 wurde für die Gemeinde noch ein Medianalter von 44,7 Jahren ermittelt. Das Medianalter der Provinz lag 2011 bei nur 41,9 Jahren.